# Reino Börjesson
Reino Börjesson (4 de fevereiro de 1929 – 21 de outubro de 2023) foi um futebolista sueco. Ele competiu na Copa do Mundo FIFA de 1958, sediada na Suécia, na qual a seleção de seu país foi a vice-campeã.